# Кудряшов, Игорь Васильевич
Игорь Васи́льевич Кудряшо́в (11 марта 1937, Энгельс — 5 июня 2018, Санкт-Петербург) — советский военно-морской деятель, вице-адмирал (7 февраля 1991). Командир Крымской Военно-морской базы. Почётный член Санкт-Петербургского морского собрания.

## Биография
Игорь Васильевич Кудряшов родился 11 марта 1937 года в городе Энгельсе Саратовской области. С 1944 года учился в школах городов Энгельса, Южно-Сахалинска, Кишинёва и окончил 10-й класс в г. Душанбе.

В 1954 году поступил в Каспийское высшее военно-морское Краснознамённое училище имени С. М. Кирова на минно-торпедный факультет, в 1958 году окончил училище; был направлен на Северный флот в 23-ю дивизию кораблей охраны водного района командиром минно-торпедной БЧ-3 малого противолодочного корабля МПК-370.
В 1963—1965 годах — командир МПК-414 с базированием в Ара-губе. С 1965—1966 гг. обучался на высших спецклассах ВМФ в Ленинграде. В 1960-е годы принимал участие в испытаниях ядерного оружия на Новой Земле; впоследствии был ветераном подразделения особого риска.
С 1966 г. продолжил службу на СФ в должности начальника штаба 58 дивизиона малых противолодочных кораблей в Ара-губе.
С апреля 1968 по август 1970 года проходил службу в 7-й оперативной эскадре кораблей СФ в должности помощника начальника штаба по оперативной и боевой подготовке. В марте 1969 года участвовал в деловом заходе крейсера «Мурманск» в г. Ана-бе (Алжир).
С 1970 по 1972 гг. обучался в Военно-морской академии в Ленинграде.
С 1972—1974 гг. проходил службу в должности НШ 15 бригады кораблей охраны водного района в Лиинахамари. С 1974—1979 гг. — командир 2 бригады кораблей охраны водного района 11 флотилии атомных ПЛ в Гремихе.
С 1979—1983 гг. — начальник штаба Крымской Военно-морской базы. В посёлке Новоозёрное в Крыму строил жильё и прочую инфраструктуру. В 1983—1987 годах — командир Крымской ВМБ.
В 1987—1992 годах служил в должности начальника штаба Ленинградской ВМБ.
В декабре 1992 года Игорь Васильевич был уволен в запас по возрасту.
Скончался 5 июня 2018 года в Санкт-Петербурге.  Похоронен 10 июня 2018 года в Санкт-Петербурге.

### Семья
- Жена — Тамара Макаровна, дочь, внуки.

## Награды
- Орден «За службу в ВС СССР» 3-й степени
- «орден Мужества»,
- 17 медалей.